# Olszewo (gromada w powiecie oleckim)
Olszewo – dawna gromada, czyli najmniejsza jednostka podziału terytorialnego Polskiej Rzeczypospolitej Ludowej w latach 1954–1972.
Gromady, z gromadzkimi radami narodowymi (GRN) jako organami władzy najniższego stopnia na wsi, funkcjonowały od reformy reorganizującej administrację wiejską przeprowadzonej jesienią 1954 do momentu ich zniesienia z dniem 1 stycznia 1973, tym samym wypierając organizację gminną w latach 1954–1972.
Gromadę Olszewo z siedzibą GRN w Olszewie utworzono – jako jedną z 8759 gromad – w powiecie oleckim w woj. białostockim, na mocy uchwały nr 20/V WRN w Białymstoku z dnia 4 października 1954. W skład jednostki weszły obszary dotychczasowych gromad Olszewo, Barany i Łęgowo, miejscowości Cichy i Niemsty z dotychczasowej gromady Cicha Wólka i przyległy obszar lasów państwowych z dotychczasowej gromady Czukty ze zniesionej gminy Sokółki w tymże powiecie, obszar dotychczasowej gromady Jurki ze zniesionej gminy Zalesie w tymże powiecie oraz obszary dotychczasowych gromad Gordejki i Duły i przyległy obszar lasów państwowych z dotychczasowej gromady Jaśki ze zniesionej gminy Świętajno w tymże powiecie. Dla gromady ustalono 17 członków gromadzkiej rady narodowej.
Gromadę Olszewo zniesiono 1 stycznia 1959, a jej obszar włączono do gromad:
- Sokółki (wieś Barany oraz PGR Cichy i Niemsty),
- Mazury (wieś Jurki, PGR Jurki i kolonię Ustkowo, obszar lasów państwowych o powierzchni 12 ha położony przy zetknięciu się granic wsi Dybowo i PGR Niemsty obszar lasów państwowych N-ctwa Kowale Oleckie obejmujący oddziały 42, 43 i 44 oraz jezioro Długie),
- Stożne (wsie Olszewo i Łęgowo, PGR Olszewo i osadę leśną Łęgowo, obszar lasów państwowych N-ctwa Olecko obejmujący oddziały 68, 69 i 70, rozrzucone obszary lasów państwowych N-ctwa Kowale Oleckie o ogólnej powierzchni 35 ha położone wśród gruntów wsi Olszewo oraz jeziora: Kuliste, Łęgowskie, Olszewskie, Boczne i Głębokie),
- Świętajno (wsie Doliwy i Gordejki, PGR Doliwy, leśniczówkę Doliwy, osadę leśną I Doliwy, osadę leśną II Doliwy i osadę rybacką Doliwy, obszar lasów państwowych N-ctwa Olecko obejmujący oddziały 73-84 oraz jeziora: Koźle, Rumejki Duże, Rumejki Małe, Rude Wielkie i Rude Małe)
- i Rosochackie (wieś Duły i PGR Gordejki Małe, rozrzucone obszary lasów państwowych N-ctwa Olecko o ogólnej powierzchni 20 ha położone wśród gruntów PGR Gordejki Małe, obszar lasów państwowych N-ctwa Olecko obejmujący oddziały 71 i 72 oraz jezioro Gordejki)[8].